# Onthophagus emarginatus
Onthophagus emarginatus är en skalbaggsart som beskrevs av Étienne Mulsant 1842. Onthophagus emarginatus ingår i släktet Onthophagus och familjen bladhorningar. Inga underarter finns listade i Catalogue of Life.